# ISO/IEC 27039
ISO/IEC 27039 es una norma que se publicó en 2015 con el propósito de reemplazar a ISO/IEC 18043:2006, proporcionando una guía para ayudar a las organizaciones a la selección, despliegue y operación de sistemas de detección y prevención de intrusos (IDS e IPS). Pertenece a la serie de normas ISO/IEC 27000.
La implantación de los sistemas de detección de intrusos (IDS) son sistemas mayormente automatizados que sirven para dar alarma de ataques o intrusiones al sistema, por otra parte los sistemas de prevención de intrusos (IPS) son los responsables a responder automáticamente a ciertos tipos de ataques.

## Alcance
Los sistemas IDPS bien diseñados, configurados, implementados, administrados y operados son valiosos en varios aspectos, por ejemplo:
- La automatización facilita a los ingenieros de seguridad a controlar, analizar y responder a los incidentes de seguridad que se produzcan en la red o el sistema.
- La automatización acelera la identificación y respuesta a los ataques, particularmente a ataques que se pueden identificar sin ambigüedades.
- Proporciona una garantía adicional a la administración de que los problemas en seguridad y en las redes y sistemas están siendo identificados y mitigados.[2]

## Estructura
Se divide en tres secciones principales:
- Selección de IDPS.
- Despliegue de IDPS.
- Operaciones de IDPS.